# 蒙特诺
蒙特诺（法語：Monthenault，法語發音：[mɔ̃tno]）是法国上法蘭西大區埃纳省的一个市镇，属于拉昂区。

## 地理
蒙特诺（49°29'16"N, 3°40'1"E）面积2.94 平方千米，位于法国上法蘭西大區埃纳省，该省份为法国北部内陆省份，北起北部省，西接索姆省和瓦兹省，东临阿登省和马恩省，西南至塞纳-马恩省，东北部与比利时接壤。
与蒙特诺接壤的市镇（或旧市镇、城区）包括：布吕耶尔和蒙贝罗、沙穆耶、科利吉-克朗德兰、列尔瓦勒、庞西库特孔、普雷勒和蒂耶尔尼。

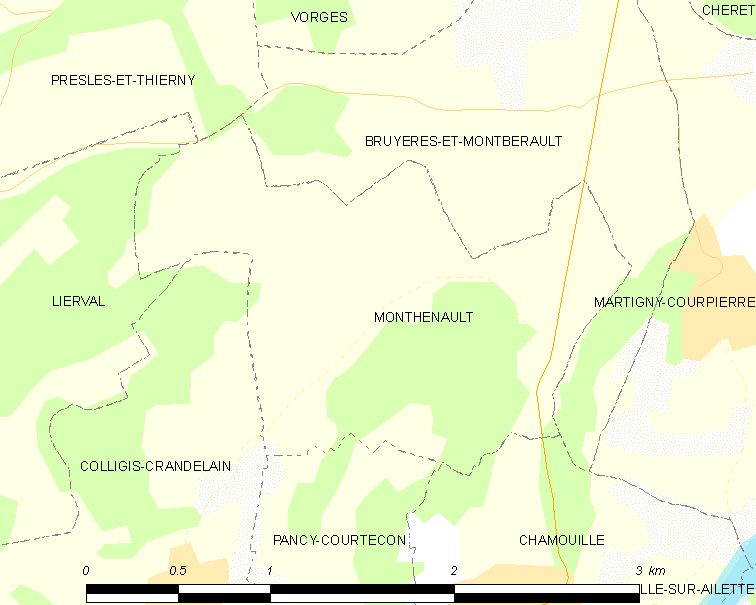
蒙特诺的OSM定位图

蒙特诺的时区为UTC+01:00、UTC+02:00（夏令时）。

## 行政
蒙特诺的邮政编码为02860，INSEE市镇编码为02508。

## 政治
蒙特诺所属的省级选区为拉昂第二县。

## 人口

1962-2008年间蒙特诺人口变化图示

蒙特诺于2022年1月1日时的人口数量为145人。